# Фушль-ам-Зе
Фушль-ам-Зе (нем. Fuschl am See) — община в Австрии, в федеральной земле Зальцбург. Расположен на берегу Фушльзе.
Входит в состав округа Зальцбург. Население составляет 1381 человек (на 31 декабря 2005 года). Занимает площадь 21,4 км². Официальный код — 50 312.

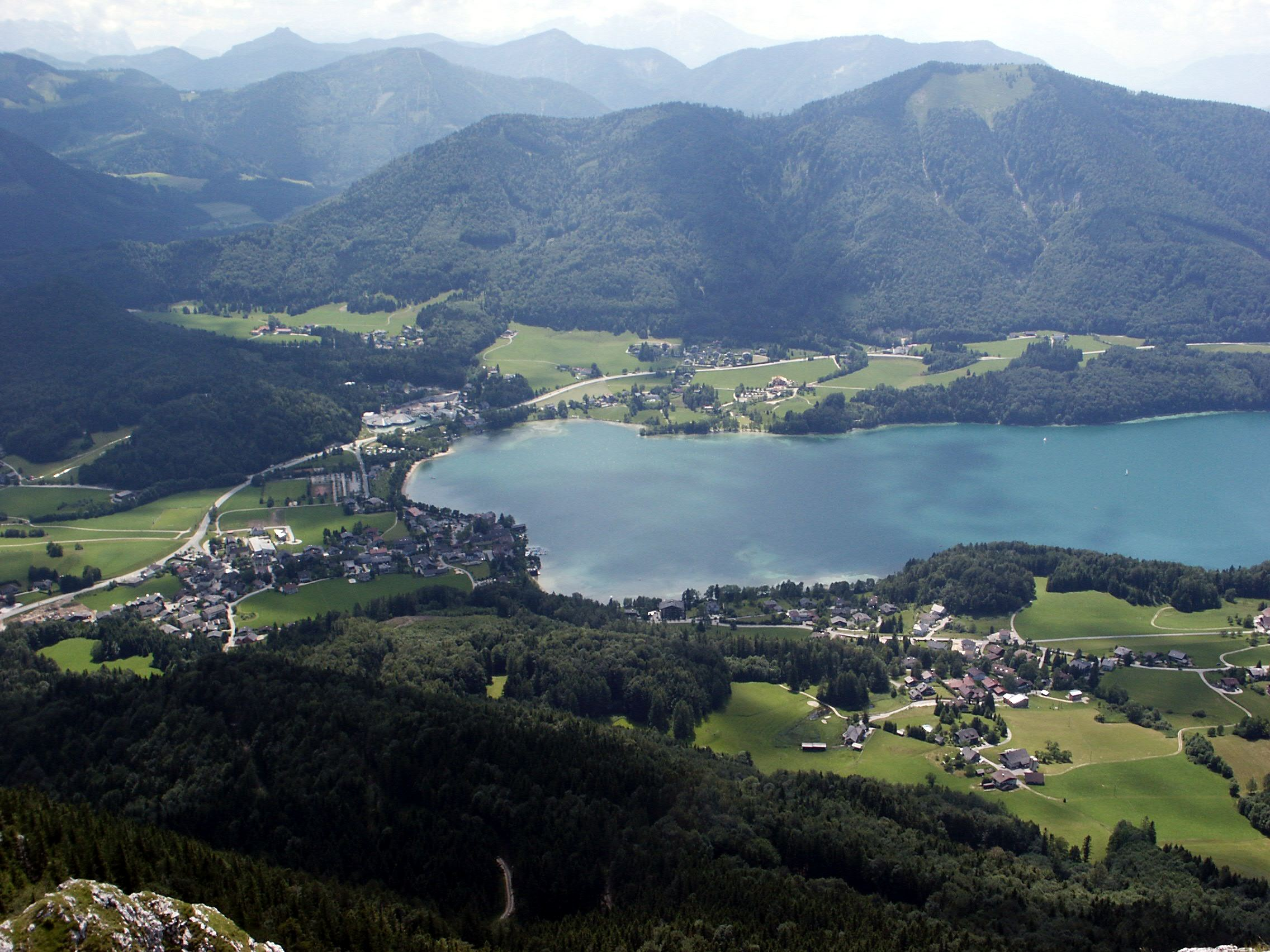
Фушль-ам-Зе

## Политическая ситуация
Бургомистр коммуны — Хартмут Шремзер (АНП) по результатам выборов 2004 года.
Совет представителей коммуны (нем. Gemeinderat) состоит из 13 мест.
- АНП занимает 8 мест.
- АПС занимает 3 места.
- СДПА занимает 2 места.